# Suffolk (Virginia)
Suffolk ist eine unabhängige Stadt im US-Bundesstaat Virginia. Sie ist die flächenmäßig größte Stadt Virginias. Nach der Volkszählung 2020 lebten hier 94.324 Menschen. Suffolk liegt in der Metropolregion Hampton Roads, welche unter anderem auch die unabhängigen Städte Chesapeake, Hampton, Newport News, Norfolk, Portsmouth und Virginia Beach umfasst.

## Geschichte
1742 wurde Suffolk als Hafenstadt am Nansemond River, in der Kolonie Virginia von den englischen Kolonisten gegründet. Vor dem Kontakt mit den Europäern, wurde die Region seit mehreren Tausend Jahren von den Ureinwohnern Amerikas bewohnt. Während der Besiedlung durch die englischen Kolonisten lebten die Nansemond Indianer entlang des Flusses. In den frühen Kolonialjahren bauten die Engländer Tabak an, konzentrierten sich jedoch später auf den Ackerbau und die Viehzucht. 1750 wurde Suffolk der Verwaltungssitz des damaligen Nansemond County. Während des Amerikanischen Unabhängigkeitskrieges wurde die Stadt 1779 von den Briten vollständig niedergebrannt, nachdem Tausende von Fässern mit Terpentin und Pech in den Warenhäusern entlang des Flusses Feuer fingen.
Früh in seiner Geschichte wurde Suffolk zum Verkehrsknotenpunkt für den Landverkehr und Gütertransport in die östlich gelegenen Regionen in South Hampton Roads. Vor dem Ausbruch des Sezessionskriegs im Jahre 1861 wurden die Portsmouth und Roanoke Eisenbahn sowie die Norfolk und Petersburg Eisenbahn  als Vorgänger der gegenwärtigen von CSX Transportation und Norfolk Southern betriebenen Eisenbahnen, durch die Stadt gebaut. Nach dem Bürgerkrieg folgten weitere Eisenbahnen und später dann Autobahnen.
1808 wurde Suffolk eine eingetragene Stadt (städtische Gesellschaft). 1910 löste sich die Stadt vom Nansemond County, blieb jedoch bis 1972 der Verwaltungssitz. 1974 schlossen sich die unabhängigen Städte Suffolk und Nansemond unter dem Namen und der Charta Suffolk’s zusammen. Das Ergebnis des Zusammenschlusses war, dass die Stadt Suffolk zur flächenmäßig größten Stadt in Virginia wurde.
Die in den umliegenden Gebieten wachsenden Erdnüsse sind ein wichtiger Wirtschaftszweig für die Stadt geworden. So gründete sich im Jahre 1912 zum Beispiel das Unternehmen Planters’ Peanuts, eine Abteilung der Kraft Foods Group. Suffolk wurde zum Geburtsort von Mr. Peanut dem Maskottchen des Unternehmens.

## Einwohnerentwicklung
| Jahr | Einwohner¹ |
| ---- | ---------- |
| 1980 | 47.621     |
| 1990 | 52.143     |
| 2000 | 63.677     |
| 2005 | 78.994     |
| 2006 | 81.071     |
| 2010 | 84.596     |
| 2020 | 94.324     |

¹ 1980–2020: Volkszählungsergebnisse; 2005, 2006: Fortschreibung des US Census Bureau

## Geographie
Die Stadt hat eine Fläche von 1113 km² und ist damit um ca. 200 km² größer als Berlin, davon sind 1036 km² Land und 75 km² (6,77 %) Wasser.

## Bauwerke
- WTVZ-Sendemast

## Söhne und Töchter der Stadt
- Genevieve Caulfield (1888–1972), Lehrerin und Trägerin der Presidential Medal of Freedom
- James Bell (1891–1973), Schauspieler
- Lewis F. Powell (1907–1998), Richter am Obersten Gerichtshof der Vereinigten Staaten
- Joe S. Lawrie (1914–2009), Generalmajor der United States Army
- Gilbert H. Woodward (1917–1973), Generalleutnant der United States Army
- Joe Maphis (1921–1986), Country- und Rockabilly-Musiker
- Charlie Byrd (1925–1999), Jazzgitarrist
- S. Philip Morgan (* 1953), Soziologe und Demograph
- Ryan Speedo Green (* 1986), Opernsänger
- Lex Luger (* 1991), Musikproduzent
- Shannon Evans (* 1994), Basketballspieler